# Salvation Nell (film 1915)
Salvation Nell è un film muto del 1915 diretto da George E. Middleton. La sceneggiatura di Leslie T. Peacocke si basa sul dramma Salvation Nell di Edward Sheldon, andato in scena a Broadway il 17 novembre 1908.

## Trama
A New York, la giovane Nell Saunders vive con i genitori, ma la famiglia non è felice. Il padre è un ubriacone che giunge a uccidere la moglie e lui stesso muore incidentalmente, quando viene buttato fuori da un bar. Nell resta insieme ai suoi amici, Jim, Sid e Myrtle. Innamorata di Jim, che per vivere fa il ladro, non accetta di andare a vivere con lui finché non lo vede interessarsi a Myrtle.
Passa qualche tempo: Myrtle, ragazza di facili costumi, ha preso al laccio un ricco e anziano libertino e cerca di convincere Nell a lasciar perdere Jim, che la sfrutta, per un amante con i soldi. Un giorno, un tipo tenta di baciare la ragazza, ma Jim si batte con lui. Lottando furiosamente, i due cadono e il rivale di Jim rimane ucciso. Arrestato, il giovane viene condannato a cinque anni di carcere. Nell, allora, si unisce all'Esercito della Salvezza, dove conquisterà il cuore del maggiore Williams. Alla sua proposta di matrimonio, però, Nell rifiuta,
Quando Jim esce, dopo aver scontata la sua pena, progetta di rapinare il ricco amante di Myrtle. Ma l'uomo viene colpito vedendo Nell che sta pregando per lui. Quella visione lo tocca e Jim si redime. Arruolatosi nell'esercito, potrà finalmente mostrarsi degno di Nell che accetta la sua proposta di matrimonio, mentre Myrtle, ormai alcolizzata, finirà in prigione.

## Produzione
Il film fu prodotto dalla California Motion Picture Corporation.

## Distribuzione
Distribuito dalla World Film, il film uscì nelle sale cinematografiche USA il 24 ottobre 1915.